# IÉSEG School of Management
IÉSEG School of Management, före detta IESEG, är en fransk och paneuropeisk handelshögskola (Grande École) som anses vara världens äldsta handelshögskola. IÉSEG School of Management verkar i Lille och La Défense.
År 2019 låg IESEG på tionde 33th bland Financial Times rankinglista på europeiska handelshögskolor.
IESEG är ackrediterat av handelskammaren i Paris och är en av de 76 handelshögskolorna i världen som har fått trippelackrediteringen av AACSB, EQUIS och AMBA. Bland skolans alumner finns framstående företagsledare och politiker, som till exempel Christophe Catoir (VD för Adecco France) samt Nicolas Wallaert (VD för Cofidis France).